# خالد عبد الله مشعل المطيري
خالد عبد الله مشغل المطيري مواليد 18 يونيو 1975 في مدينة الكويت، هو عضو في جمعية خيرية كويتية اُعتقل في نوفمبر 2001 وأفرج عنه في 13 أكتوبر 2009.

## الإفراج عنه
في تاريخ 13 أكتوبر 2009 وبعد قضائه 7 سنوات مسجونا في معتقل غوانتانامو أمرت القاضية الأميركية الفيدرالية كولين كولار كوتيلي بالإفراج عنه وفرضت على الحكومة الأميركية اتخاذ الإجراءات الضرورية من أجل عودته إلى بلاده، وأسقطت القاضية جميع التهم الموجهة اليه بعد اعتقاله في باكستان عام 2001 بينما كان متواجدا مع جمعية خيرية إسلامية تمول دور أيتام هناك.